# Reprezentacja Niemiec U-20 w piłce nożnej mężczyzn
Reprezentacja Niemiec U-20 w piłce nożnej – młodzieżowa reprezentacja Niemiec sterowana przez Niemiecki Związek Piłki Nożnej. W 1981 roku po raz pierwszy i ostatni zwyciężyła w mistrzostwach świata. W sumie uczestniczyła w dziewięciu z siedemnastu zorganizowanych dotychczas mistrzostwach.

## Występy w MŚ U-20
- 1977: Nie zakwalifikowała się
- 1979: Nie zakwalifikowała się
- 1981: Zwycięstwo
- 1983: Nie zakwalifikowała się
- 1985: Nie zakwalifikowała się
- 1987: Finał
- 1989: Nie zakwalifikowała się
- 1991: Nie zakwalifikowała się
- 1993: Faza grupowa
- 1995: Faza grupowa
- 1997: Nie zakwalifikowała się
- 1999: Faza grupowa
- 2001: 1/8 finału
- 2003: Faza grupowa
- 2005: Ćwierćfinał
- 2007: Nie zakwalifikowała się
- 2009: Ćwierćfinał
- 2011: Nie zakwalifikowała się
- 2013: Nie zakwalifikowała się
- 2015:  Ćwierćfinał
- 2017:  1/8 finału
- 2019:  Nie zakwalifikowała się